# Suelo

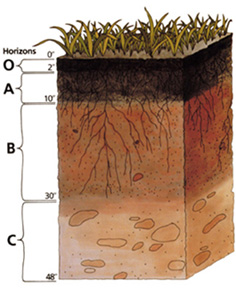
Esquema del suelo:
O - Materia orgánica
A - Suelo
B - Subsuelo
C - Material parental

Se denomina suelo a la parte superficial de la corteza terrestre, biológicamente activa, que proviene de la desintegración o alteración física o química de las rocas y de los residuos de las actividades de seres vivos que se asientan sobre él.
Son muchos los procesos que pueden contribuir a crear un suelo particular, algunos de estos son: la deposición eólica, sedimentación en cursos de agua, meteorización, y deposición de material orgánico.
De un modo simplificado puede decirse que las etapas implicadas en la formación del suelo son las siguientes:
«Instalación de los seres vivos (microorganismos, líquenes, musgos, etc.) sobre ese sustrato inorgánico». Esta es la fase más significativa, ya que con sus procesos vitales y metabólicos, continúan la meteorización de los minerales, iniciada por mecanismos inorgánicos. Además, los restos vegetales y animales a través de la fermentación y la putrefacción enriquecen ese sustrato.
«Mezcla de todos estos elementos entre sí, y con agua y aire intersticiales». Inicialmente, se da la alteración de factores físicos y químicos de las rocas, realizada, fundamentalmente, por la acción geológica del agua y otros agentes geológicos externos, y posteriormente por la influencia de los seres vivos, que es fundamental en este proceso de formación. Se desarrolla así una estructura en niveles superpuestos, conocida como el perfil de un suelo, y una composición química y biológica definida. Las características locales de los sistemas implicados —litología y relieve, clima y biota— y sus interacciones dan lugar a los diferentes tipos de suelo.
Los procesos de alteración mecánica y meteorización química de las rocas, determinan de cierta forma la creación de un manto de alteración o eluvión que cuando, por la acción de los mecanismos de transporte de laderas, es desplazado de su posición de origen, se denomina coluvión.
Sobre los materiales del coluvión puede desarrollarse lo que comúnmente se conoce como suelo; el suelo es el resultado de la dinámica física, química y biológica de los materiales alterados del coluvión, originándose en su seno una diferenciación vertical en niveles horizontales u horizontes. En estos procesos, los de carácter biológico y bioquímico llegan a adquirir una gran importancia, ya sea por la descomposición de los productos vegetales y su metabolismo, por los microorganismos y los animales zapadores.
El conjunto de disciplinas que se abocan al estudio del suelo se engloban en el conjunto denominado Ciencias del suelo, aunque entre ellas predomina la edafología e incluso se usa el adjetivo edáfico para todo lo relativo al suelo. El estudio del suelo implica el análisis de su mineralogía, su física, su química y su biología.

## Tipos de suelos
Existen dos clasificaciones , una según su estructura y otra de acuerdo a sus formas físicas.

### Por estructura
- Suelos arenosos: No retienen el agua, tienen muy poca materia orgánica y no son aptos para la agricultura.
- Suelos calizos: Tienen abundancia de sales calcáreas, son de color blanco o pardo y, en lugares secos y áridos, no son buenos para la agricultura.
- Suelos humíferos (tierra negra): Tienen abundante materia orgánica en descomposición, de color oscuro, retienen bien el agua y son excelentes para el cultivo.
- Suelos arcillosos: Están formados por granos finos de color amarillento o rojizo y retienen el agua formando charcos. Si se mezclan con el humus, que es la sustancia compuesta por ciertos productos orgánicos, pueden ser buenos para cultivar.
- Suelos pedregosos: Están formados por rocas de todos los tamaños, no retienen el agua y no son buenos para el cultivo.
- Suelos mixtos: Tiene características intermedias entre los suelos arenosos y los suelos arcillosos mezclados.

### Por características físicas
- Litosoles: Se consideran un tipo de suelo que aparece en escarpas y afloramientos rocosos, su espesor es menor a 10 cm y sostienen una vegetación baja. Se conocen también como leptosoles, que viene del griego leptos, que significa "delgado".
- Cambisoles: Son suelos jóvenes con proceso inicial de acumulación de arcilla. Se divide en vértigos, gleycos, eutrícos y crómicos.
- Luvisoles: Presentan un horizonte de acumulación de arcilla con saturación superior al 50%.
- Acrisoles: Presentan un marcado horizonte de acumulación de arcilla y bajo saturación de bases al 50%.
- Gleysoles: Presentan agua en forma permanente o semipermanente con fluctuaciones de nivel freático en los primeros 50 cm.
- Fluvisoles: Son suelos jóvenes formados por depósitos fluviales, la mayoría son ricos en calcio.
- Rendzina: Presenta un horizonte de aproximadamente 50 cm de profundidad. Es un suelo rico en materia orgánica sobre roca caliza.
- Vertisoles: Son suelos arcillosos de color negro, presentan procesos de contracción y expansión, se localizan en superficies de poca pendiente y cercanos escurrimientos superficiales.

### Clasificación de los suelos

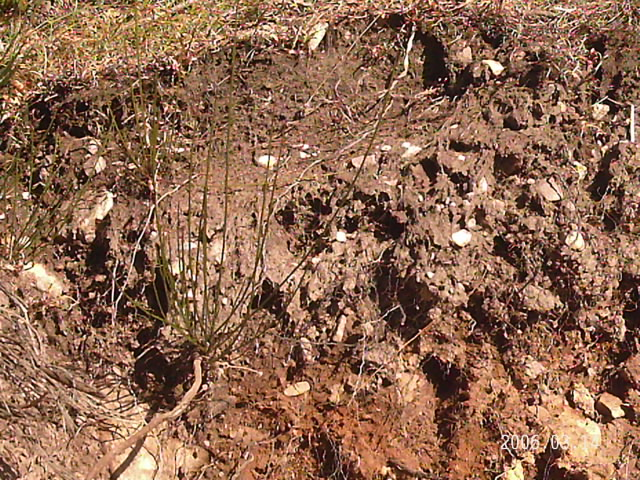
Estructura de un suelo ránker. Fotografía tomada en La Pola de Gordón, León, España.

El suelo se puede clasificar según su textura: fina o gruesa, y por su estructura: floculada, agregada o dispersa, lo que define su porosidad que permite una mayor o menor circulación del agua, y por lo tanto la existencia de especies vegetales que necesitan concentraciones más o menos elevadas de agua o de gases.
El suelo también se puede clasificar por sus características químicas, por su poder de absorción de coloides y por su grado de acidez (pH), que permite la existencia de una vegetación más o menos necesitada de ciertos compuestos.
Los suelos no evolucionados son suelos brutos, muy próximos a la roca madre y apenas tienen aporte de materia orgánica. Son resultado de fenómenos erosivos o de la acumulación reciente de aportes aluviales. De este tipo son los suelos polares y los desiertos, tanto de roca como de arena, así como las playas.
Los suelos poco evolucionados dependen en gran medida de la naturaleza de la roca madre. Existen tres tipos básicos: ránker, rendzina y los suelos de estepa.
- Los suelos ránker son más o menos ácidos, como los suelos de tundra y los alpinos.
- Los suelos rendzina se forman sobre una roca madre carbonatada, como la caliza, suelen ser fruto de la erosión y son suelos básicos.
- Los suelos de estepa se desarrollan en climas continentales y mediterráneo subárido. El aporte de materia orgánica es muy alto. Según sea la aridez del clima pueden ser de colores desde castaños hasta rojos.

En los suelos evolucionados encontramos todo tipo de humus, y cierta independencia de la roca madre. Hay una gran variedad y entre ellos se incluyen los suelos de los bosques templados, los de regiones con gran abundancia de precipitaciones, los de climas templados y el suelo rojo mediterráneo. En general, si el clima es propicio y el lugar accesible, la mayoría de estos suelos están hoy ocupados por explotaciones agrícolas.

## El suelo como sistema ecológico
Constituye un conjunto complejo de elementos físicos, químicos y biológicos que compone el sustrato natural en el cual se desarrolla la vida en la superficie de los continentes. El suelo es el hábitat de una biota específica de microorganismos y pequeños animales que constituyen el edafón. El suelo es propio de las tierras emergidas, no existiendo apenas contrapartida equivalente en los ecosistemas acuáticos. Es importante subrayar que el suelo así entendido no se extiende sobre todos los terrenos, sino que en muchos espacios lo que se pisa es roca fresca, o una roca alterada solo por meteorización, un regolito.
Desde el punto de vista biológico, las características del suelo más importantes son su permeabilidad, relacionada con la porosidad, su estructura y su composición química. Los suelos retienen las sustancias minerales que las plantas necesitan para su nutrición vegetal y que se liberan por la degradación de los restos orgánicos. Un buen suelo es condición primera para la productividad agrícola.
En el medio natural los suelos más complejos y potentes (gruesos) acompañan a los ecosistemas de mayor biomasa y diversidad, de los que son a la vez producto y condición. En este sentido, desde el punto de vista de la organización jerárquica de los ecosistemas, el suelo es un ecosistema en sí y un subsistema del sistema ecológico del que forma parte.

## Fertilidad del suelo
La concepción del término fertilidad ha ido modificándose con el tiempo y en la actualidad más se acerca al concepto de productividad que a otra cosa. O sea, lo que ofrece potencialidad nutricional a un suelo no es solo su contenido de nutrientes, sino todos aquellos factores tanto químicos como físicos y biológicos que influyen sobre la disponibilidad y accesibilidad de los nutrientes por la planta. Con relativa frecuencia se olvida que el secreto para lograr la expresión concreta de toda la potencialidad de un suelo radica en contribuir a la acción articulada de cada uno de sus fracciones particulares. O sea, hay que conocer cada uno de esos componentes del suelo y sobre todo, la forma en que están interactuando con el resto para poder, mediante manejo, lograr su mejor expresión. 
Los altos rendimientos en los cultivos son el resultado de múltiples factores que se inician con un buen diagnóstico de la fertilidad del suelo y de la calidad del agua de riego. Es importante utilizar un adecuado sistema de muestreo, un buen procedimiento de análisis y un razonable control de calidad analítica en el laboratorio. El siguiente paso es llevar a cabo una buena interpretación de los resultados de los análisis y posteriormente generar una adecuada recomendación de la fertilización, a partir de una meta determinada de rendimiento. Los otros factores involucran un conveniente manejo de la labranza ya sea convencional o de conservación, una adecuada decisión en cuanto a genotipos y fechas de siembra a utilizar, un adecuado arreglo de las plantas en el terreno para captar la mayor cantidad de radiación, una correcta decisión de formas y épocas de fertilización, un adecuado manejo de la sanidad del cultivo, un buen abastecimiento de agua y una adecuada aireación del suelo (Castellanos, 1858).

## Suelo orgánico

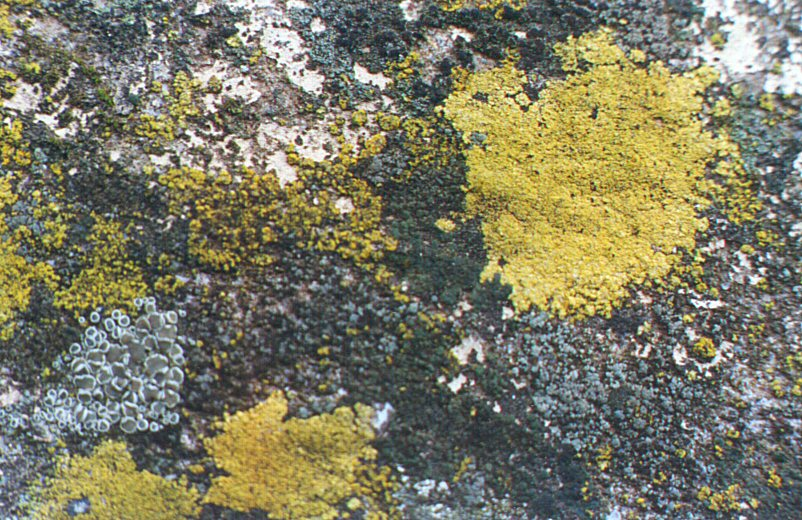
Liquen sobre una roca. Tienen gran importancia en la formación del suelo.

El estudio de la dinámica del suelo muestra que sigue un proceso evolutivo al que son aplicables por completo los conceptos de la sucesión ecológica. La formación de un suelo profundo y complejo requiere, en condiciones naturales, largos períodos de tiempo y el mínimo de perturbaciones. Donde las circunstancias ambientales son más favorables, el desarrollo de un suelo a partir de un sustrato geológico bruto requiere cientos de años, que pueden ser millares en climas, topografías y litologías menos favorables.
Los procesos que forman el suelo arrancan con la meteorización física y química de la roca bruta. Continúa con el primer establecimiento de una biota, en la que frecuentemente ocupan un lugar prominente los líquenes, y el desarrollo de una primera vegetación. El aporte de materia orgánica pone en marcha la constitución del edafon. Este está formado por una comunidad de descomponedores, bacterias y hongos sobre todo y detritívoros, como los colémbolos o los diplópodos, e incluye también a las raíces de las plantas, con sus micorrizas. El sistema así formado recicla los nutrientes que circulan por la cadena trófica. Los suelos evolucionados, profundos, húmedos y permeables suelen contar con las lombrices de tierra, anélidos oligoguetos comedores de suelo, en su edafón, lo que a su vez favorece una mejor mezcla de las fracciones orgánica, mineral y la fertilidad del suelo.

## Formación del suelo

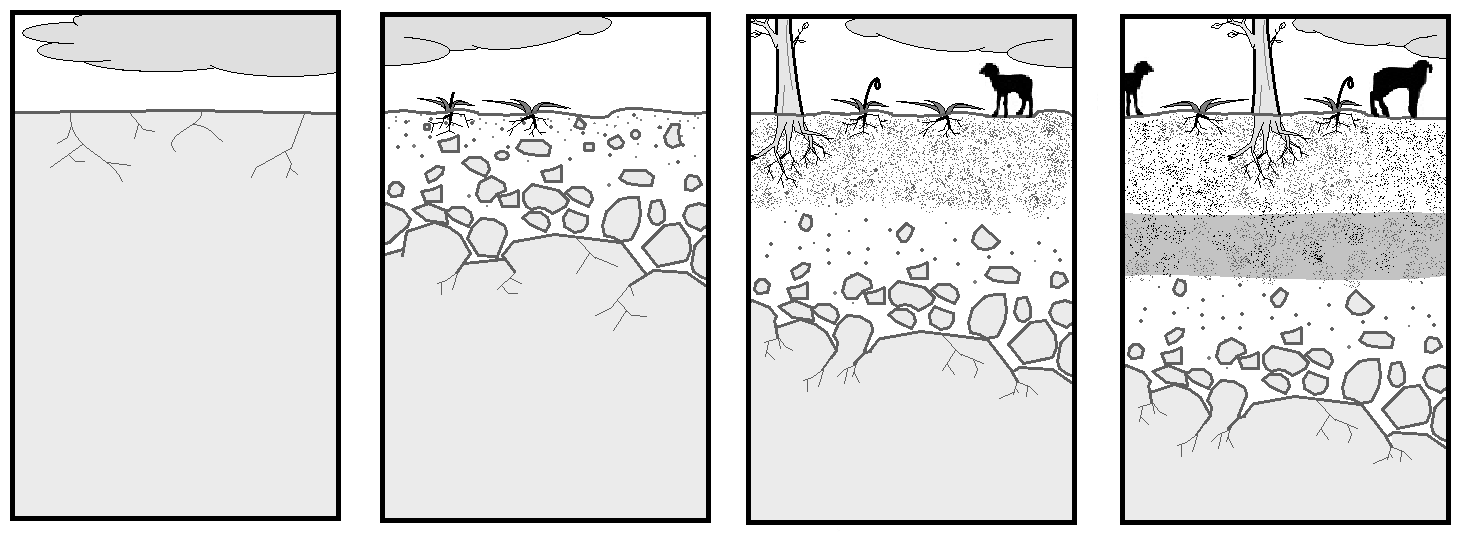
Ejemplo de distintas etapas que puede tener el desarrollo del suelo.

La causa principal de la formación de los suelos es la meteorización, que consiste en la alteración que experimentan las rocas en contacto con el agua, el aire y los seres vivos. Pueden distinguirse:
- Meteorización física o meteorización mecánica es aquella que se produce cuando, al bajar las temperaturas, el agua que se encuentra en las grietas de las rocas se congela. Así aumenta su volumen y provoca la fractura de las rocas.
- Meteorización química es aquella que se produce cuando los materiales rocosos reaccionan con el agua o con las sustancias disueltas en ella.

La actividad biológica puede contribuir tanto a la meteorización física como a la química.
El suelo puede formarse y evolucionar a partir de la mayor parte de los materiales rocosos, siempre que permanezcan en una determinada posición el tiempo suficiente para permitir las anteriores etapas. Se pueden diferenciar:
- Suelos autóctonos, formados a partir de la alteración de la roca que tienen debajo.
- Suelos alóctonos, formados con materiales provenientes de lugares separados. Son principalmente suelos de fondos de valle cuya matriz mineral procede de la erosión de las laderas.

La formación del suelo es un proceso en el que las rocas se dividen en partículas menores mezclándose con materia orgánica en descomposición. El lecho rocoso empieza a deshacerse por los ciclos de hielo-deshielo, por la lluvia y por otras fuerzas del entorno:
1. El lecho de roca madre se descompone cada vez en partículas menores.
2. Los organismos de la zona contribuyen a la formación del suelo desintegrándolo cuando viven en él y añadiendo materia orgánica tras su muerte. Al desarrollarse el suelo, se forman capas llamadas horizontes.
3. El horizonte A, más próximo a la superficie, suele ser más rico en materia orgánica, mientras que el horizonte C contiene más minerales y sigue pareciéndose a la roca madre. Con el tiempo, el suelo puede llegar a sustentar una cobertura gruesa de vegetación reciclando sus recursos de forma efectiva
4. Cuando el suelo es maduro suele contener un horizonte B, donde se almacenan los minerales lixiviados.

## Destrucción de los suelos

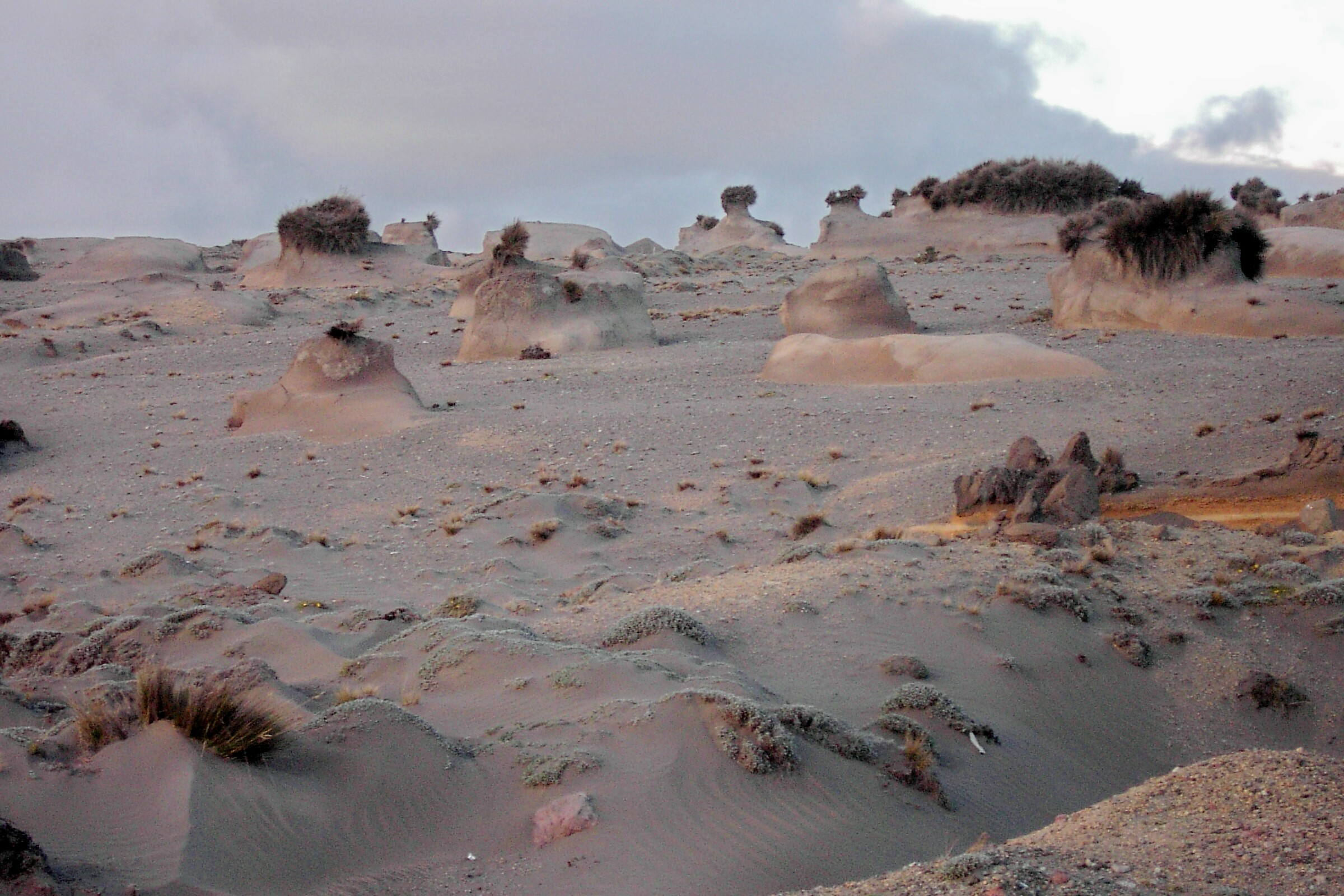
Erosión eólica y sobrepastoreo en los páramos arenosos del volcán Chimborazo, Ecuador.

La principal causa de la destrucción de suelos es la erosión, que consiste en el desgaste y fragmentación de los materiales de la superficie terrestre por acción del agua, el viento, etc. Los fragmentos que se desprenden reciben el nombre de detritos.
Los suelos se pueden destruir por las lluvias. Estas van lavando el suelo (lixiviado), quitándole todos los nutrientes que necesita para poder ser fértil, los árboles no pueden entonces crecer y se produce una deforestación que conlleva como consecuencia la desertificación.

## La tala de bosques y la erosión
Las cifras indican que la destrucción de bosques llega en nuestro país[¿cuál?] a niveles abrumadores. Hace 10 años se hablaba de 400 000 hectáreas anuales. Hoy, los más optimistas se sitúan en 600 000 hectáreas en tanto que otros consideran que se están destrozando 800 000.[cita requerida]
Datos muy serios[cita requerida] afirman que en el término de doce o trece años se habrán agotado nuestros árboles[¿dónde?] y será necesario importar toda la madera de consumo.
Con las selvas y los montes, se habrá extinguido también una inmensa variedad de especies animales y vegetales, que constituyen parte fundamental de nuestro[¿cuál?] patrimonio natural y del mundo.
Y con la destrucción de la vegetación, se agotarán también las aguas y los suelos. En la actualidad cada año sepultamos en el fondo mar cerca de 500 millones de toneladas de tierra fértil arrastradas por los torrentes que, sin obstáculos, desmoronan las laderas desprovistas de la protección de la vegetación.[cita requerida]
Y los ríos, destruido el equilibrio de sus cuencas, y deteriorados sus cursos por el exceso de sedimentación, no tienen ya capacidad de navegación ni de contención de aguas. En consecuencia, cada año aumentan los miles de hectáreas inundadas con pérdidas incalculables, tanto en vidas humanas como en recursos materiales.[cita requerida]

## Conservación

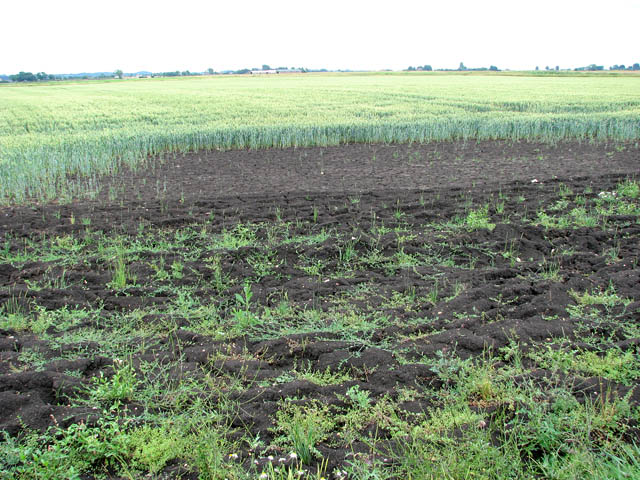
Suelo fértil bien conservado en Stowbridge, Norfolk, Inglaterra.

La conservación de los suelos se logrará con la educación de las personas. Debemos tener en cuenta que un suelo se forma durante un lapso de miles y miles de años, gracias a la acción de factores como el viento, la temperatura y el agua. Estos, lentamente van desmenuzando las rocas, hasta reducirlas a pequeñas partículas, que al unirse con los restos de plantas y animales conforman el suelo.
Una vez formado, el suelo es protegido y conservado por la vegetación que crece sobre su superficie. Cuando el ser humano corta los árboles y deja expuestas las partículas del suelo a la acción del sol, el viento y el agua, se produce la temida erosión. La capa vegetal es arrastrada hacia el fondo de los océanos, y aquellos terrenos fértiles quedan transformados en desiertos. Dicho empobrecimiento del suelo también es causado por desyerbar con azadón, por las quemas, por el uso exagerado de herbicidas y fertilizantes, entre otros.
Para detener la destrucción de este recurso, se hace urgente iniciar la plantación de árboles y la defensa de los bosques nativos. El agricultor debe adquirir la sana costumbre de rotar los cultivos, de trazar los surcos en sentido diferente a la pendiente del terreno, de plantar barreras vivas para evitar el rodamiento de las partículas. De todos es el compromiso de proteger las fuentes de agua, como ríos y quebradas, conservando toda la vegetación de la cuenca.

## Composición
Los componentes del suelo se pueden dividir en sólidos, líquidos y gaseosos.

### Sólidos
Este conjunto de componentes representa lo que podría denominarse el esqueleto mineral del suelo. Entre estos componentes sólidos del suelo destacan:
- Silicatos, tanto residuales o no completamente meteorizados, (micas, feldespatos, y fundamentalmente cuarzo).
  - Como productos no plenamente formados, singularmente los minerales de arcilla, (caolinita, illita, etc.).
- Óxidos e hidróxidos de hierro (hematites, limonita, goethita) y de aluminio (gibbsita, boehmita), liberados por el mismo procedimiento que las arcillas.
- Clastos y granos poliminerales como materiales residuales de la alteración mecánica y química incompleta de la roca originaria.
- Otros diversos compuestos minerales cuya presencia o ausencia y abundancia condicionan el tipo de suelo y su evolución.
  - Carbonatos (calcita, dolomita).
  - Sulfatos (aljez).
  - Cloruros y nitratos.
- Sólidos de naturaleza orgánica o complejos órgano-minerales, la materia orgánica muerta existente sobre la superficie, el humus o mantillo:
  - Humus joven o bruto formado por restos distinguibles de hojas, ramas y restos de animales.
  - Humus elaborado formado por sustancias orgánicas resultantes de la total descomposición del humus bruto, de un color negro, con mezcla de derivados nitrogenados (amoníaco, nitratos), hidrocarburos, celulosa, etc. Según el tipo de reacción ácido-base que predomine en el suelo, este puede ser ácido, neutro o alcalino, lo que viene determinado también por la roca madre y condiciona estrechamente las especies vegetales que pueden vivir sobre el mismo.

### Líquidos
Esta fracción está formada por una disolución a causa de las sales y los iones más comunes como Na+, K+, Ca2+, Cl-, NO3-, así como por una amplia serie de sustancias orgánicas. La importancia de esta fase líquida en el suelo estriba en que este es el vehículo de las sustancias químicas en el seno del sistema.
El agua en el suelo puede estar relacionada en tres formas diferentes con el esqueleto sólido:

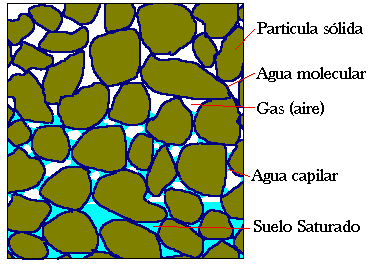
Tipos de líquido en el suelo.

- La primera, está constituida por una partícula muy delgada, en la que la fuerza dominante que une el agua a la partícula sólida es de carácter molecular, y tan sólida que esta agua solamente puede eliminarse del suelo en hornos de alta temperatura. Esta parte del agua no es aprovechable por el sistema radicular de las plantas.
- La segunda es retenida entre las partículas por las fuerzas capilares, las cuales, en función de la textura pueden ser mayores que la fuerza de la gravedad. Esta porción del agua no percola, pero puede ser utilizada por las plantas.
- Finalmente, el agua que excede al agua capilar, que en ocasiones puede llenar todos los espacios intersticiales en las capas superiores del suelo, con el tiempo percola y alimenta los acuíferos más profundos. Cuando todos los espacios intersticiales están llenos de agua, el suelo se dice saturado.

### Gases
La fracción de gases está constituida fundamentalmente por los gases atmosféricos y tiene gran variabilidad en su composición, por el consumo de O2, y la producción de CO2. El primero siempre menos abundante que en el aire libre y el segundo más, como consecuencia del metabolismo respiratorio de los seres vivos del suelo, incluidas las raíces y los hongos. Otros gases comunes en suelos con mal drenaje son el metano (CH4) y el óxido nitroso (N2O).

## Estructura del suelo

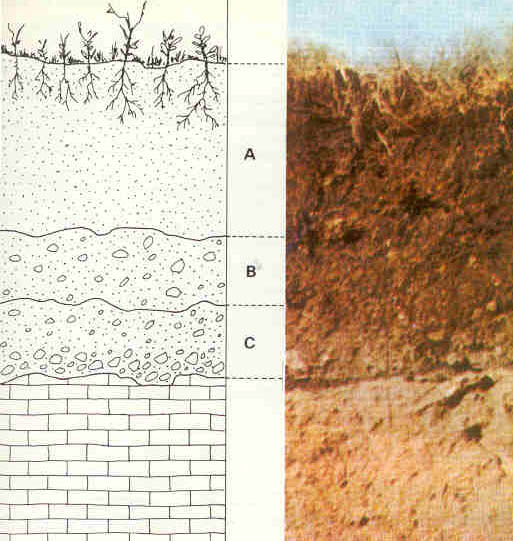
Horizontes del suelo.

Se entiende la estructura de un suelo como la distribución o diferentes proporciones que presentan los distintos tamaños de las partículas sólidas que lo conforman, y son:
- Materiales finos, (arcillas y limos), de gran abundancia con relación a su volumen, lo que los confiere una serie de propiedades específicas, como:
  - Cohesión.
  - Adherencia.
  - Absorción de agua.
  - Retención de agua.
- Materiales medios, formados por tamaños arena.
- Materiales gruesos, entre los que se encuentran fragmentos de la roca madre, aún sin degradar, de tamaño variable.

Los componentes sólidos, no quedan sueltos y dispersos, sino más o menos aglutinados por el humus y los complejos órgano-minerales, creando unas divisiones horizontales denominadas horizontes del suelo.
La evolución natural del suelo produce una estructura vertical “estratificada” (no en el sentido que el término tiene en Geología) a la que se conoce como perfil. Las capas que se observan se llaman horizontes y su diferenciación se debe tanto a su dinámica interna como al transporte vertical.
El transporte vertical tiene dos dimensiones con distinta influencia según los suelos. La lixiviación, o lavado, la produce el agua que se infiltra y penetra verticalmente desde la superficie, arrastrando sustancias que se depositan sobre todo por adsorción. La otra dimensión es el ascenso vertical, por capilaridad, importante sobre todo en los climas donde alternan estaciones húmedas con estaciones secas.
Se llama roca madre a la que proporciona su matriz mineral al suelo. Se distinguen suelos autóctonos, que se asientan sobre su roca madre, lo que representa la situación más común, y suelos alóctonos, formados con una matriz mineral aportada desde otro lugar por los procesos geológicos de transporte.

### Horizontes
Se llaman horizontes del suelo a una serie de niveles horizontales que se desarrollan en el interior del mismo y que presentan diferentes caracteres de composición, textura, adherencia, etc. El perfil del suelo es la organización vertical de todos estos horizontes.
Clásicamente, se distingue en los suelos completos o evolucionados tres horizontes fundamentales que desde la superficie hacia abajo son:
- Horizonte O: Capa superficial del horizonte A" está conformado por hojarasca y ramas que caen de los árboles.
- Horizonte A o zona de lavado vertical: Es el más superficial y en él enraíza la vegetación herbácea. Su color es generalmente oscuro por la abundancia de materia orgánica descompuesta o humus elaborado, determinando el paso del agua arrastrándola hacia abajo, de fragmentos de tamaño fino y de compuestos solubles. Presenta mayor actividad de microorganismos.[2]
- Horizonte B o zona de precipitado: También llamado zona de acumulación.[2] Este horizonte carece prácticamente de humus, por lo que su color es más claro (pardo o rojo), en él se depositan los materiales arrastrados desde arriba, principalmente, materiales arcillosos, óxidos e hidróxidos metálicos, etc., situándose en este nivel los encostramientos calcáreos áridos y las corazas lateríticas tropicales.
- Horizonte C o subsuelo: Está constituido por la parte más alta del material rocoso in situ, sobre el que se apoya el suelo, más o menos fragmentado por la alteración mecánica y la química (la alteración química es casi inexistente ya que en las primeras etapas de formación de un suelo no suele existir colonización orgánica), pero en él aún puede reconocerse las características originales del mismo.
- Horizonte D u horizonte R (roca madre o material rocoso): es el material rocoso subyacente que no ha sufrido ninguna alteración química o física significativa. Algunos distinguen entre D, cuando el suelo es autóctono y el horizonte representa a la roca madre, y R, cuando el suelo es alóctono y la roca representa solo una base física sin una relación especial con la composición mineral del suelo que tiene encima.

Los caracteres, textura y estructura de los horizontes pueden variar ampliamente, pudiendo llegar de un horizonte A de centímetros a metros.
Otra explicación más corta es la siguiente
La profundidad del suelo depende de factores como la inclinación, que permite el arrastre de la tierra por las aguas, y la naturaleza del lecho rocoso. La piedra caliza, por ejemplo, se erosiona más que la arenisca, por lo que produce más productos de descomposición. Pero el factor más importante es el clima y el efecto erosivo de los agentes atmosféricos.

## Textura del suelo
La textura del suelo está determinada por la proporción de los tamaños de las partículas que lo conforman. Para los suelos en los que todas las partículas tienen una granulometría similar, internacionalmente se usan varias clasificaciones, diferenciándose unas de otras principalmente en los límites entre las diferentes clases. En un orden creciente de granulometría pueden clasificarse los tipos de suelos en arcilla, limo, arena, grava, guijarros y bloques.
En función de cómo se encuentren mezclados los materiales de granulometrías diferentes, además de su grado de compactación, el suelo presentará características diferentes como su permeabilidad o su capacidad de retención de agua y su capacidad de usar desechos como abono para el crecimiento de las plantas.

## Clasificación de los suelos
Para denominar los diferentes tipos de suelo que podemos encontrar en el mundo, se han desarrollado diversos tipos de clasificaciones que, mediante distintos criterios, establecen diferentes tipologías de suelo. De entre estas clasificaciones, las más utilizadas son:
- Clasificación climática o zonal, que se ajustan o no, a las características de la zona bioclimática donde se haya desarrollado un tipo concreto de suelo, teniendo así en cuenta diversos factores como son los climáticos y los biológicos, sobre todo los referentes a la vegetación. Esta clasificación ha sido la tradicionalmente usada por la llamada Escuela Rusa.
- Clasificación genética, en la que se tiene en cuenta la forma y condiciones en las que se ha desarrollado la génesis de un suelo, teniendo en cuenta por tanto, muchas más variables y criterios para la clasificación.
- Clasificación analítica (conocida como soil taxonomy), en la que se definen unos horizontes de diagnóstico y una serie de caracteres de referencia de los mismos. Es la establecida por la Escuela Americana.

Hoy día, las clasificaciones más utilizadas se basan fundamentalmente en el perfil del suelo, condicionado por el clima. Se atiende a una doble división: zona climática y, dentro de cada zona,  el grado de evolución. Dentro de ésta, se pueden referir tres principales modelos edáficos que responderían a las siguientes denominaciones:
- Podzol: es un suelo típico de climas húmedos y fríos.
- Chernozem: es un suelo característico de las regiones de climas húmedos con veranos cálidos.
- Latosol o suelo laterítico: es frecuente en regiones tropicales de climas cálidos y húmedos, como Venezuela y en Argentina (Noreste, Provincia de Misiones, frontera con Brasil).

## Suelo vegetal

Perfil del suelo en el centro de Iowa. Muestra la profundidad de tierra vegetal en color oscuro.

El suelo vegetal es aquel suelo que posee una cierta cantidad de materia orgánica producida por los organismos autótrofos. Provee de los elementos químicos necesarios para el desarrollo de las plantas, los animales y el ser humano.

Las plantas y ciertos microorganismos autótrofos son las únicas formas vivas capaces de producir materia orgánica, éstas captan del aire el dióxido de carbono y del suelo, el agua y las sales minerales disueltas en ella. Gracias a la luz solar y a la clorofila, transforman estas sustancias en materia orgánica, que aprovecha el resto de los seres vivos, a través de las cadenas tróficas.
Cuando las plantas y los animales mueren, la materia orgánica vuelve al suelo y sufre la descomposición por la acción de los organismos descomponedores. Estos la  convierten en sustancias simples que pueden ser utilizadas de nuevo por las plantas. Todo este proceso va formando el suelo vegetal, base de la actividad agrícola.
El suelo vegetal se puede desgastar por la disminución de los minerales utilizados por las mismas plantas que crecen en él.
Según su composición, el suelo vegetal es arenoso, arcilloso, rocoso y orgánico.
Constituye la base de la alimentación de muchos animales del suelo, con cuyos restos se forma el humus.

## Importancia del suelo
El suelo tiene vital importancia porque interviene en el ciclo del agua y los ciclos de los elementos y en él tienen lugar gran parte de las transformaciones de la energía y de la materia de todos los ecosistemas.
Además, como su regeneración es muy lenta, el suelo debe considerarse como un recurso no renovable y cada vez más escaso, debido a que está sometido a constantes procesos de degradación y destrucción de origen natural o antrópico.

## Año Internacional de los Suelos
La 68.ª sesión de la Asamblea General de la ONU declaró 2015 Año Internacional de los Suelos (A/RES/68/232). El Año Internacional de los Suelos 2015 tiene como objetivo aumentar la concienciación y la comprensión de la importancia del suelo para la seguridad alimentaria y las funciones ecosistémicas esenciales.
La Organización de la Naciones Unidas para la Alimentación y la Agricultura (FAO) es la encargada de implementar el Año Internacional de los Suelos 2015 (AIS) en el marco de la Alianza Mundial por el Suelo y en colaboración con los gobiernos y la secretaría de la Convención de las Naciones Unidas de Lucha contra la Desertificación (CNULD).

### En inglés
- Buol, S. W.; Hole, F. D. and McCracken, R. J. (1973). Soil Genesis and Classification (Primera edición). Ames, IA: Iowa State University Press. ISBN 978-0-8138-1460-5. (requiere registro).
- Buol, Stanley W., F. D. Hole y W. McCracken. 1997. Soil Genesis and Classification, 4th ed. Iowa State University Press, Ames, ISBN 0-8138-2873-2
- Comisión Europea, DG ENV; Rapport final; Soil Biodiversity: Functions, Threats and Tools for Policy Makers, febrero de 2010 (Téléchargement, PDF, 250 pages, en anglais, environ 6,4Mb).
- Conway Gordon, The Doubly Green Revolution, Penguin Books, Harmondsworth, 1997
- Dale Tom, Carter Vernon G., Topsoil and Civilisation, University of Oklahoma, Oklahoma City, 1974
- Eckholm Erick P., Losing Ground, Norton & C., New York, 1976
- FAO-UNESCO (Ed.) (1974–1981). Soil Map of the World. 18 Karten 1:5 Mio. UNESCO, Paris.
- FAO (Ed.) (1994). Soil map of the world – revised legend with corrections. ISRIC Technical Paper, Wageningen. ISBN 90-6672-057-3
- Henin Stephane, Monnier Geneviève, Gras Raymond, Le profil cultural: l’etat phisique du sol et ses consequences agronomiques, Masson, Paris, 1969
- Hole Francis D., J. B. Campbell. 1985. Soil Landscape Analysis. Totowa Rowman & Allanheld, 214 p., ISBN 0-86598-140-X
- IUSS Working Group WRB: World Reference Base for Soil Resources, fourth edition. International Union of Soil Sciences, Vienna 2022. ISBN 979-8-9862451-1-9 ().
- Jenny, Hans (1994) Factors of Soil Formation. A System of Quantitative Pedology. New York: Dover Press. (Reprint, with Foreword by R. Amundson, of the 1941 McGraw-Hill publication). pdf file format. Accesado el 06/09/2012
- Lennard Reginald, «The Alleged Exhaustion of the Soil in Medieval England.» in Economic Journal, XXXII, 1922
- Pereira H. Charles, Land Use and Water Resources in Temperate and Tropical Climates, Cambridge University Press, Cambridge, 1973
- Pluijm, Ben van der, et al., Fall, 2005. Soils, Weathering, and Nutrients. Global Change 1 Lectures. University of Michigan. Consultado el 06/09/2012.
- Russell E. W., Soil Conditions and Plant Growth, Longman, London, 1973
- Schaetzel, R. & Anderson S. Sois: Genesis and Geomorphology. Cambridge: Ed. Cambridge, 2005
- Soil Survey Division Staff. (1999) Soil Survey Manual. Soil Conservation Service. U.S. Department of Agriculture, Handbook 18.
- Soil Survey Staff. (1975) Soil Taxonomy: A Basic System of Soil Classification for Making and Interpreting Soil Surveys. USDA-SCS Agric. Handb. 436. United States Government Printing Office, Washington, DC.
- Unión Europea, Soil: The Hidden Part of the Climate Cycle, 2011.
- Usher Abbott P., Soil Fertility, Soil Exhaustion and Their Historical Significance, in The Quarterly Journal of Economics, XXXVII, Cambridge, Mass., May 1923

### En francés
- Comisión europa ; «Du sol au paysage : un patrimoine fondamental de l’Union européenne ». Juillet 1999(téléchargement).
- «Atlas de la biodiversité des sols  (en anglais) (téléchargement)
- Lenglen Maurice, L'evolution de la pratique et de la théorie de l'emploie des engrais à travers les âges in Chimie et industrie, 13 artt., Paris, août 1931 - avril 1934

### En italiano
- Saltini Antonio, Due scienziati romantici fondano le scienze del suolo. I -In troika nella steppa alla scoperta del processo della pedogenesi, in Rivista di storia dell'agricoltura, XXXVI, n. 2, dic., Firenze 1996
- idem, Ibidem. II- In ogni grammo di terra milioni di microbi trasformano elementi minerali e materia organica, in Rivista di storia dell'agricoltura, XXXVII, n. 1, giu. 1997
- Saltini Antonio, Farini Anna, Bilancio di lungo periodo della sostanza organica in terreni basso-padani di bonifica, in Rivista di agronomia, VII, n° 2-3, giu-sett. 1973, pp. 53–62

### En portugués
- SiBCS EMBRAPA
- Jacomine, Paulo K. T. A nova versão do Sistema Brasileiro de clasificacão de solos (SiBCS)
- Lepsch, F. Igo. Formação e Conservação dos solos. São Paulo: Oficina de textos, 2002.